# Pływanie na Letniej Uniwersjadzie 2019
Pływanie na Letniej Uniwersjadzie 2019 – zawody w pływaniu, które odbywały się w Neapolu w dniach 4–10 lipca 2019 roku podczas letniej uniwersjady.

## Medaliści

### Mężczyźni
| Konkurencja                    | Złoto | Złoto    | Srebro | Srebro   | Brąz | Brąz     |
| Konkurencja                    | Zawodnik | Czas     | Zawodnik | Czas     | Zawodnik | Czas     |
| Styl dowolny                   | |          | |          | |          |
| 50 metrów                      | David Cumberlidge · Wielka Brytania | 21,97    | Kosuke Matsui · Japonia | 22,26    | Daniił Markow · Rosja | 22,39    |
| 100 metrów                     | Zach Apple · Stany Zjednoczone | 48,01    | Tate Jackson · Stany Zjednoczone | 48,29    | Marco Ferreira · Brazylia | 48,57    |
| 200 metrów                     | Zach Apple · Stany Zjednoczone | 1:46,80  | Nikołaj Sniegiriew · Rosja | 1:46,97  | Stefano Di Cola · Włochy | 1:47,86  |
| 400 metrów                     | Keisuke Yoshida · Japonia | 3:49,48  | Matteo Ciampi · Włochy | 3:50,04  | Anton Nikitin · Rosja | 3:50,41  |
| 800 metrów                     | Anton Nikitin · Rosja | 7:56,65  | Nicholas Norman · Stany Zjednoczone | 7:57,95  | Filip Zaborowski · Polska | 7:58,27  |
| 1500 metrów                    | Victor Johansson · Szwecja | 15:01,76 | Alessio Occhipinti · Włochy | 15:07,36 | Nicholas Norman · Stany Zjednoczone | 15:09,29 |
| Styl grzbietowy                | |          | |          | |          |
| 50 metrów                      | Justin Ress · Stany Zjednoczone · Zane Waddell · Południowa Afryka | 24,48    | [ a ] | [ a ]    | Grigorij Tarasiewicz · Rosja | 24,94    |
| 100 metrów                     | Grigorij Tarasiewicz · Rosja | 53,51    | Yohann N'Doye Broyard · Francja | 53,80    | Justin Ress · Stany Zjednoczone | 53,81    |
| 200 metrów                     | Austin Katz · Stany Zjednoczone | 1:55,65  | Grigorij Tarasiewicz · Rosja | 1:57,91  | Clark Beach · Stany Zjednoczone | 1:57,96  |
| Styl klasyczny                 | |          | |          | |          |
| 50 metrów                      | Kiriłł Prigoda · Rosja | 26,99    | Michael Houlie · Południowa Afryka | 27,19    | Ian Finnerty · Stany Zjednoczone | 27,25    |
| 100 metrów                     | Ian Finnerty · Stany Zjednoczone | 59,49 UR | Kiriłł Prigoda · Rosja | 59,50    | Yuya Hinomoto · Japonia | 59,72    |
| 200 metrów                     | Kiriłł Prigoda · Rosja | 2:08,88  | Ilja Chomienko · Rosja | 2:09,42  | Daniel Roy · Stany Zjednoczone | 2:09,63  |
| Styl motylkowy                 | |          | |          | |          |
| 50 metrów                      | William Yang · Australia | 23,32    | Yuya Tanaka · Japonia | 23,35    | Grigori Pekarski · Białoruś | 23,47    |
| 100 metrów                     | Shinnosuke Ishikawa · Japonia · Egor Kuimow · Rosja | 52,05    | [ a ] | [ a ]    | Coleman Stewart · Stany Zjednoczone | 52,11    |
| 200 metrów                     | Aleksandr Kudaszew · Rosja | 1:55,63  | Nao Horomura · Japonia | 1:55,94  | Takumi Terada · Japonia | 1:55,99  |
| Styl zmienny                   | |          | |          | |          |
| 200 metrów                     | Juran Mizohata · Japonia | 1:58,88  | Joe Litchfield · Wielka Brytania | 1:59,28  | Wang Hsing-hao · Chińskie Tajpej | 1:59,87  |
| 400 metrów                     | Yuki Ikari · Japonia | 4:12,54  | Sean Grieshop · Stany Zjednoczone | 4:13,90  | Maxim Stupin · Rosja | 4:15,37  |
| Sztafety                       | |          | |          | |          |
| 4 × 100 metrów stylem dowolnym | Stany Zjednoczone · Zach Apple (47,79) · Dean Farris (47,48) · Robert Howard (47,74) · Tate Jackson (48,02) · Michael Jensen                                                    | 3:11,03  | Brazylia · Luiz Borges (49,57) · Marco Ferreira (48,00) · Gabriel Ogawa (49,57) · Felipe de Souza (48,13)                                                             | 3:15,27  | Włochy · Ivano Vendrame (48,91) · Alessandro Bori (48,87) · Davide Nardini (49,10) · Giovanni Izzo (49,03)                                           | 3:15,91  |
| 4 × 200 metrów stylem dowolnym | Stany Zjednoczone · Dean Farris (1:48,73) · Grant House (1:47,89) · Trenton Julian (1:46,99) · Zach Apple (1:46,16) · Sean Grieshop · Zachary Yeadon                            | 7:09,77  | Włochy · Mattia Zuin (1:48,36) · Matteo Ciampi (1:47,03) · Alessio Proietti Colonna (1:48,72) · Stefano Di Cola (1:46,32)                                             | 7:10,43  | Australia · Maxwell Carleton (1:49,43) · Ashton Brinkworth (1:48,21) · Brendon Smith (1:49,18) · Jacob Hansford (1:47,93) · Cameron Tysoe            | 7:14,75  |
| 4 × 100 metrów stylem zmiennym | Stany Zjednoczone · Justin Ress (53,31) · Ian Finnerty (1:00,36) · John Shebat (51,80) · Zach Apple (47,55) · Coleman Stewart · Jonathan Tybur · Jack Saunderson · Tate Jackson | 3:33,02  | Rosja · Grigorij Tarasiewicz (53,94) · Kiriłł Prigoda (59,14) · Egor Kuimow (51,86) · Iwan Kuzmienko (48,78) · Mark Nikołajew · Ilja Chomienko · Aleksandr Sadownikow | 3:33,72  | Brazylia · Gabriel Fantoni (54,15) · Pedro Cardona (1:00,98) · Iago Moussalem (52,08) · Marco Ferreira (48,12) · Guilherme Basseto · Felipe de Souza | 3:35,33  |

Legenda: UR – rekord uniwersjady

### Kobiety
| Konkurencja                    | Złoto | Złoto      | Srebro | Srebro   | Brąz | Brąz     |
| Konkurencja                    | Zawodniczka | Czas       | Zawodniczka | Czas     | Zawodniczka | Czas     |
| Styl dowolny                   | |            | |          | |          |
| 50 metrów                      | Ky-lee Perry · Stany Zjednoczone | 25,08      | Jessica Felsner · Niemcy | 25,12    | Emily Barclay · Wielka Brytania | 25,15    |
| 100 metrów                     | Gabrielle DeLoof · Stany Zjednoczone | 54,76      | Lisa Höping · Niemcy | 55,04    | Veronica Burchill · Stany Zjednoczone | 55,05    |
| 200 metrów                     | Gabrielle DeLoof · Stany Zjednoczone | 1:57,62    | Paige Madden · Stany Zjednoczone | 1:58,31  | Marija Bakłakowa · Rosja | 1:59,00  |
| 400 metrów                     | Kaersten Meitz · Stany Zjednoczone | 4:05,80    | Linda Caponi · Włochy | 4:10,53  | Sierra Schmidt · Stany Zjednoczone | 4:11,37  |
| 800 metrów                     | Waka Kobori · Japonia | 8:34,30    | Irina Prichodko · Rosja | 8:37,36  | Chinatsu Sato · Japonia | 8:38,19  |
| 1500 metrów                    | Waka Kobori · Japonia | 16:16,33   | Moesha Johnson · Australia | 16:20,00 | Molly Kowal · Stany Zjednoczone | 16:20,94 |
| Styl grzbietowy                | |            | |          | |          |
| 50 metrów                      | Silvia Scalia · Włochy | 27,92      | Elise Haan · Stany Zjednoczone | 28,02    | Calypso McDonnell · Australia | 28,25    |
| 100 metrów                     | Katharine Berkoff · Stany Zjednoczone | 59,29 UR   | Elise Haan · Stany Zjednoczone | 59,62    | Silvia Scalia · Włochy | 1:00,43  |
| 200 metrów                     | Lisa Bratton · Stany Zjednoczone | 2:07,91 UR | Asia Seidt · Stany Zjednoczone | 2:08,56  | Chloe Golding · Wielka Brytania | 2:09,57  |
| Styl klasyczny                 | |            | |          | |          |
| 50 metrów                      | Jhennifer Alves · Brazylia | 30,73      | Sarah Vasey · Wielka Brytania | 30,81    | Chelsea Hodges · Australia | 31,13    |
| 100 metrów                     | Tatjana Schoenmaker · Południowa Afryka | 1:06,42    | Mai Fukasawa · Japonia | 1:07,22  | Kanako Watanabe · Japonia | 1:07,28  |
| 200 metrów                     | Tatjana Schoenmaker · Południowa Afryka | 2:22,92    | Emily Escobedo · Stany Zjednoczone | 2:23,65  | Kanako Watanabe · Japonia | 2:24,18  |
| Styl motylkowy                 | |            | |          | |          |
| 50 metrów                      | Tayla Lovemore · Południowa Afryka | 26,25      | Ai Soma · Japonia | 26,38    | Jeong Soeun · Korea Południowa | 26,41    |
| 100 metrów                     | Tayla Lovemore · Południowa Afryka | 58,74      | Dakota Luther · Stany Zjednoczone | 58,82    | Lisa Höping · Niemcy | 58,87    |
| 200 metrów                     | Dakota Luther · Stany Zjednoczone | 2:07,92    | Olivia Carter · Stany Zjednoczone | 2:09,05  | Sachi Mochida · Japonia | 2:09,38  |
| Styl zmienny                   | |            | |          | |          |
| 200 metrów                     | Alicia Wilson · Wielka Brytania | 2:11,35    | Ella Eastin · Stany Zjednoczone | 2:12,24  | Runa Imai · Japonia | 2:12,25  |
| 400 metrów                     | Makayla Sargent · Stany Zjednoczone | 4:37,95    | Genevieve Pfeifer · Stany Zjednoczone                                                                                                 | 4:40,16  | Ilaria Cusinato · Włochy | 4:40,18  |
| Sztafety                       | |            | |          | |          |
| 4 × 100 metrów stylem dowolnym | Stany Zjednoczone · Veronica Burchill (55,39) · Claire Rasmus (54,63) · Catherine DeLoof (54,10) · Gabrielle DeLoof (53,87) · Claire Adams                                        | 3:37,99 UR | Japonia · Mayuka Yamamoto (56,15) · Sachi Mochida (55,60) · Kanako Watanabe (55,55) · Runa Imai (54,44) · Aki Nishizu                 | 3:41,74  | Włochy · Paola Biagioli (55,75) · Gioelemaria Origlia (55,72) · Giulia Verona (55,52) · Aglalia Pezzato (54,85) | 3:41,84  |
| 4 × 200 metrów stylem dowolnym | Stany Zjednoczone · Kaersten Meitz (1:58,23) · Paige Madden (1:59,33) · Claire Rasmus (1:58,81) · Gabrielle DeLoof (1:57,53) · Catherine DeLoof · Sierra Schmidt                  | 7:53,90    | Włochy · Linda Caponi (1:58,97) · Paola Biagioli (2:00,48) · Alice Scarabelli (1:58,83) · Sara Ongaro (2:01,40) · Gioelemaria Origlia | 7:59,68  | Rosja · Marija Bakłakowa (1:59,47) · Irina Kriwonogowa (1:59,40) · Irina Prichodko (1:59,98) · Jelizawieta Klewanowicz (2:05,00) · Anastasija Osipienko · Wasilisa Bujnaja · Ksienija Wasilenok · Aleksandra Dienisienko | 8:03,85  |
| 4 × 100 metrów stylem zmiennym | Stany Zjednoczone · Katharine Berkoff (1:00,03) · Emily Escobedo (1:06,72) · Dakota Luther (59,01) · Gabrielle DeLoof (54,01) · Elise Haan · Veronica Burchill · Catherine DeLoof | 3:59,77    | Japonia · Marina Furubayashi (1:00,97) · Mai Fukasawa (1:07,01) · Ai Soma (58,22) · Runa Imai (53,87) · Kanako Watanabe               | 4:00,07  | Kanada · Ingrid Wilm (1:01,04) · Nina Kucheran (1:08,03) · Hannah Genich (59,47) · Ainsley McMurray (54,78) · Sophie Angus · Sarah Watson                                                                                | 4:03,32  |

Legenda: UR – rekord uniwersjady

## Klasyfikacja medalowa
| Miejsce | Reprezentacja     | Złoto | Srebro | Brąz | Razem |
| ------- | ----------------- | ----- | ------ | ---- | ----- |
| 1.      | Stany Zjednoczone | 19    | 12     | 9    | 40    |
| 2.      | Japonia           | 6     | 7      | 7    | 20    |
| 3.      | Rosja             | 6     | 6      | 6    | 18    |
| 4.      | Południowa Afryka | 5     | 1      | 0    | 6     |
| 5.      | Wielka Brytania   | 2     | 2      | 2    | 6     |
| 6.      | Włochy            | 1     | 5      | 5    | 11    |
| 7.      | Australia         | 1     | 1      | 3    | 5     |
| 8.      | Brazylia          | 1     | 1      | 2    | 4     |
| 9.      | Szwecja           | 1     | 0      | 0    | 1     |
| 10.     | Niemcy            | 0     | 2      | 1    | 3     |
| 11.     | Francja           | 0     | 1      | 0    | 1     |
| 12.     | Białoruś          | 0     | 0      | 1    | 1     |
| 12.     | Chińskie Tajpej   | 0     | 0      | 1    | 1     |
| 12.     | Kanada            | 0     | 0      | 1    | 1     |
| 12.     | Korea Południowa  | 0     | 0      | 1    | 1     |
| 12.     | Polska            | 0     | 0      | 1    | 1     |
| Razem   | Razem             | 42    | 38     | 40   | 120   |